# (146) Lucine
(146) Lucine (désignation internationale (146) Lucina) est un astéroïde de la ceinture principale découvert par Alphonse Borrelly le 8 juin 1875.

## Compléments